# Julie Christie
Julie Frances Christie (Chabua, 14 aprile 1940) è un'attrice britannica.
Tra le migliori attrici della sua generazione, ha vinto il Premio Oscar come miglior attrice protagonista nel 1966 per il film Darling. È stata candidata allo stesso premio altre tre volte per I compari (1971), Afterglow (1997) e Away from Her - Lontano da lei (2006). Ha inoltre vinto un Golden Globe, a fronte di 3 candidature, un Critics' Choice Awards, a fronte di 2 candidature e un Premio BAFTA, a fronte di 7 candidature.

## Biografia

### Infanzia e inizi
Julie Christie è nata nello stato dell'Assam, in India, allora parte dell'Impero britannico, prima di due figli. Sua madre, Rosemary Ramsden, era una pittrice gallese e amica d'infanzia dell'attore Richard Burton. Suo padre, Frank St. John Christie (morto nel 1963), gestiva una piantagione di tè. Ha un fratellastro, nato dalla relazione del padre con una donna indiana. È stata battezzata secondo il rito della religione anglicana.
Ha studiato in una scuola religiosa in Inghilterra (dalla quale fu poi espulsa) e ha vissuto con sua madre, nella campagna del Galles, dall'età di sei anni, dopo il divorzio dei genitori. Da teenager ha frequentato la Wycombe Court, un collegio per ragazze in Buckinghamshire, e ha interpretato il ruolo di Carlo, Delfino di Francia, nella produzione scolastica dell'opera Santa Giovanna di George Bernard Shaw. In seguito ha studiato alla Central School of Speech and Drama, fino alla grande svolta nel 1961, quando debuttò in A for Andromeda, telefilm in onda sulla BBC.

### Il successo

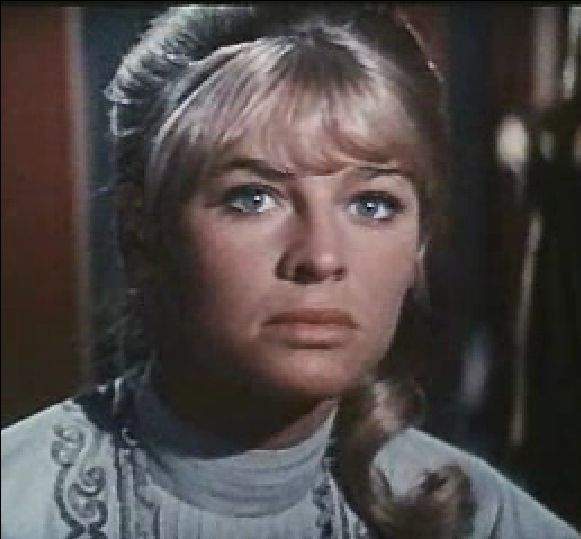
Julie Christie nel film Il dottor Živago (1965)

Esordisce sul grande schermo con una piccola parte in Julie, perché non vuoi? (1962) di Ken Annakin. Nello stesso anno venne presa in considerazione per il ruolo di Honey Ryder, la prima Bond girl nel film Agente 007 - licenza di uccidere, ma la parte fu poi affidata alla svizzera Ursula Andress, giudicata più sexy. 
La sua prima importante apparizione cinematografica è nel ruolo di Liz, l'amica e il futuro amore dell'eponimo Billy il bugiardo interpretato da Tom Courtenay, diretto nel 1963 da John Schlesinger; il regista la scelse dopo che un'altra attrice aveva abbandonato il ruolo in tale film, e due anni più tardi affidò alla Christie il ruolo che l'ha resa celebre definitivamente, quello di Diana Scott, la modella amorale del film Darling (1965), al fianco di Laurence Harvey e Dirk Bogarde. L'interpretazione in questo film le ha consentito di vincere il premio Oscar alla miglior attrice nel 1966.
Nello stesso anno la Christie è apparsa nel ruolo di Lara Antipova ne Il dottor Živago (1965) di David Lean, adattamento dell'omonimo romanzo di Boris Pasternak, film drammatico che sarà tra i massimi successi di sempre al box office. Successivamente ha interpretato la parte di Dasily Battles in Il magnifico irlandese (1965) di Jack Cardiff, accanto a Rod Taylor, e il ruolo di Bathsheba Everdene, eroina del film Via dalla pazza folla (1967), nuovamente per la regia di Schlesinger, accanto ad Alan Bates, con il quale reciterà anche in Messaggero d'amore (1971) di Joseph Losey. Nel 1966, subentrando alla prevista Tippi Hedren, viene diretta da François Truffaut in Fahrenheit 451, accanto a Oskar Werner.
Trasferitasi a Hollywood all'inizio degli anni settanta, ha recitato in film come I compari (1971) di Robert Altman (che le valse la seconda nomination all'Oscar come miglior attrice), A Venezia... un dicembre rosso shocking (1973) di Nicolas Roeg, con Donald Sutherland, Shampoo (1975) di Hal Ashby e Nashville (1975), il classico di Robert Altman in cui vi è un suo cameo nel ruolo di se stessa. Altro film da ricordare è Il paradiso può attendere (1978), al fianco di Warren Beatty, con il quale la Christie ha avuto una relazione a intermittenza durante il decennio e che la descrisse come «Una delle persone più belle e allo stesso tempo più nervose che io abbia mai conosciuto». Alla fine della relazione si trasferisce in Inghilterra, in una fattoria nel Galles, sebbene al culmine della sua fama, negli anni ottanta è apparsa sugli schermi con sempre minor frequenza. In quel periodo si distingue, tuttavia, per la sua partecipazione ai film Prigioniero del passato (1982) di Alan Bridges, ove affianca Ann-Margret, Glenda Jackson ed ancora una volta Alan Bates, e Calore e polvere (1983) di James Ivory.
Viene poi scelta per interpretare un ruolo rilevante nel film Potere (1986) di Sidney Lumet, ma rinuncia più volte a ruoli e apparizioni in produzioni ad ampio budget. Sin dagli inizi, dopotutto, aveva rifiutato parti in film come Non si uccidono così anche i cavalli? (1969), Anna dei mille giorni (1969) e Il magnate greco (1978). Le è stato anche proposto di interpretare il ruolo principale femminile nel film American Gigolò (1980), il cui protagonista maschile deve essere John Travolta; quando questi lascia il progetto per motivi personali e viene sostituito da Richard Gere, anche Christie abbandona il film e la parte di protagonista femminile è affidata a Lauren Hutton.

### Ultimi lavori

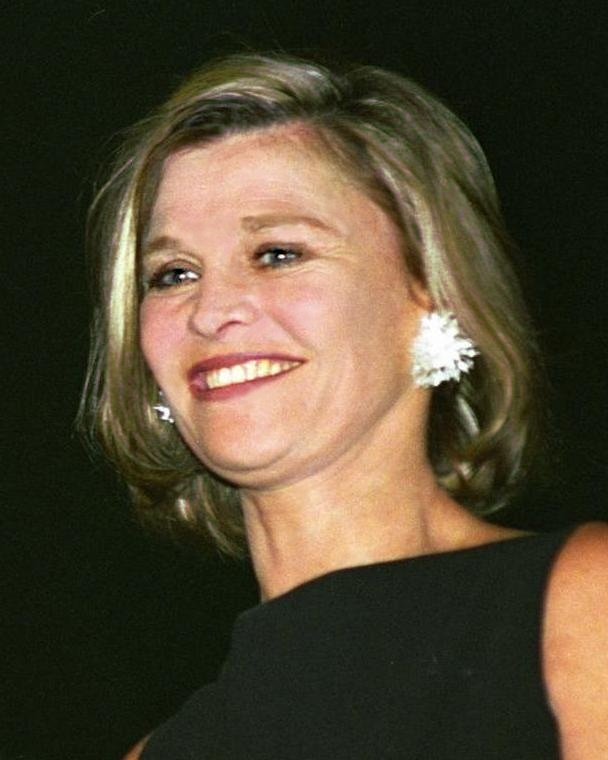
Julie Christie nel 1997

Negli anni novanta Julie Christie ha indossato i panni di Gertrude in Hamlet (1996) di Kenneth Branagh. Nonostante la sua bravura, è stata la prima ed ultima volta in cui interpreterà un'opera di William Shakespeare. In seguito ha interpretato la parte della moglie infelice nel dramma domestico Afterglow (1997) di Alan Rudolph, che le è valso gli apprezzamenti della critica, facendole, altresì, guadagnare la terza candidatura al Premio Oscar. Malgrado il successo, l'attrice ha continuato a dosare i propri impegni, comparendo solo in piccoli ruoli, in film inglesi e americani.
L'ultimo ritratto femminile dell'attrice è stato in Away from Her - Lontano da lei (2006), un film che racconta la storia di una coppia canadese, dove la moglie, dopo quarant'anni di matrimonio, viene colpita da una grave forma di alzheimer. Basato sul racconto breve di Alice Munro, The Bear Came Over the Mountain, è stato il primo film diretto dalla giovane attrice Sarah Polley, amica dell'attrice.
La Christie ha fatto una breve apparizione nel terzo film di Harry Potter, Harry Potter e il prigioniero di Azkaban (2004), nel ruolo di Madama Rosmerta. Lo stesso anno è apparsa in altri due film di alto profilo: Troy di Wolfgang Petersen, nel ruolo di Teti, madre di Achille, e Neverland - Un sogno per la vita di Marc Forster, in cui era la madre di Kate Winslet. Nel 2011 è tornata sul grande schermo grazie all'horror gotico Cappuccetto rosso sangue, diretta da Catherine Hardwicke, mentre nel 2012 ha recitato una parte minore nel film La regola del silenzio - The Company You Keep di Robert Redford.

## Vita privata
È stata fidanzata con il docente Don Bessant dal 1963 al 1967 e con l'attore Warren Beatty dal 1967 al 1974. Nel novembre 2007, all'età di 66 anni, si è sposata con il suo compagno, il giornalista del The Guardian Duncan Campbell, con cui conviveva dal 1979. 
Sin dagli anni settanta è stata politicamente attiva e coinvolta in molteplici cause, tra cui la causa per i diritti degli animali, la protezione dell'ambiente ed il movimento contro l'energia nucleare. È stata grande amica della pittrice Alfreda Benge, e del di lei marito, il musicista Robert Wyatt: in occasione dell'incidente che fece perdere l'uso delle gambe a Wyatt, contribuì significativamente a sostenerne il recupero anche sotto il profilo economico.
È stata nominata "ambasciatrice" di Survival International, l'organizzazione che difende i diritti umani dei popoli indigeni di tutto il mondo; nel corso degli anni ha sostenuto diverse campagne, come quelle in sostegno ai Boscimani e in difesa delle tribù incontattate del mondo. È vegetariana

## Filmografia

### Cinema
- Julie, perché non vuoi? (Crook Anonymous), regia di Ken Annakin (1962)
- La signora sprint (The Fast Lady), regia di Ken Annakin (1962)
- Billy il bugiardo (Billy Liar), regia di John Schlesinger (1963)
- Il magnifico irlandese (Young Cassidy), regia di Jack Cardiff (1965)
- Darling, regia di John Schlesinger (1965)
- Il dottor Živago (Doctor Zhivago), regia di David Lean (1965)
- Fahrenheit 451, regia di François Truffaut (1966)
- Via dalla pazza folla (Far from the Madding Crowd), regia di John Schlesinger (1967)
- Petulia, regia di Richard Lester (1968)
- Alla ricerca di Gregory (In Search of Gregory), regia di Peter Wood (1969)
- Messaggero d'amore (The Go-Between), regia di Joseph Losey (1971)
- I compari (McCabe & Mrs. Miller), regia di Robert Altman (1971)
- A Venezia... un dicembre rosso shocking (Don't Look Now), regia di Nicolas Roeg (1973)
- Shampoo, regia di Hal Ashby (1975)
- Generazione Proteus (Demon Seed), regia di Donald Cammell (1977)
- Il paradiso può attendere (Heaven Can Wait), regia di Warren Beatty e Buck Henry (1978)
- Memorie di una sopravvissuta (Memoirs of a Survivor), regia di David Gladwell (1981)
- Prigioniero del passato (The Return of the Soldier), regia di Alan Bridges (1982)
- I quarantesimi ruggenti (Les quarantièmes rugissants), regia di Christian de Chalonge (1982)
- Cercatori d'oro (The Gold Diggers), regia di Sally Potter (1983)
- Calore e polvere (Heat and Dust), regia di James Ivory (1983)
- Champagne amer, regia di Ridha Behi e Henry Vart (1986)
- Power - Potere (Power), regia di Sidney Lumet (1986)
- Miss Mary, regia di María Luisa Bemberg (1986)
- La casa del destino (Fools of Fortune), regia di Pat O'Connor (1990)
- Dragonheart, regia di Rob Cohen (1996)
- Hamlet, regia di Kenneth Branagh (1996)
- Afterglow, regia di Alan Rudolph (1997)
- Belfagor - Il fantasma del Louvre (Belphégor - Le fantôme du Louvre), regia di Jean-Paul Salomé (2001)
- No Such Thing, regia di Hal Hartley (2001)
- Snapshots - Momenti magici (Snapshots), regia di Rudolf van den Berg (2002)
- I'm with Lucy, regia di Jon Sherman (2002)
- Troy, regia di Wolfgang Petersen (2004)
- Harry Potter e il prigioniero di Azkaban (Harry Potter and the Prisoner of Azkaban), regia di Alfonso Cuarón (2004)
- Neverland - Un sogno per la vita (Finding Neverland), regia di Marc Forster (2004)
- La vita segreta delle parole (The Secret Life of Words), regia di Isabel Coixet (2005)
- Away from Her - Lontano da lei (Away from Her), regia di Sarah Polley (2006)
- New York, I Love You, regia di Fatih Akın e Yvan Attal (2008)
- Glorious 39, regia di Stephen Poliakoff (2009)
- Cappuccetto rosso sangue (Red Riding Hood), regia di Catherine Hardwicke (2011)
- La regola del silenzio - The Company You Keep (The Company You Keep), regia di Robert Redford (2012)

### Televisione
- A for Andromeda – serie TV, 6 episodi (1961)
- Call Oxbridge 2000 – serie TV, episodio 1x03 (1961)
- The Andromeda Breakthrough – serie TV, episodio 1x01 (1962) - non accreditato
- Il Santo (The Saint) – serie TV, episodio 2x03 (1963)
- Separate Tables, regia di John Schlesinger – film TV (1983)
- Padri e figli (Väter und Söhne - Eine deutsche Tragödie) – miniserie TV, 4 episodi (1986)
- Trappola mortale (Dadah Is Death), regia di Jerry London – miniserie TV (1988)
- L'uomo della stazione (The Railway Station Man), regia di Michael Whyte – film TV (1992)
- Karaoke – miniserie TV, episodi 1x02-1x04 (1996)

### Doppiaggio
- C'era una volta Gesù (The Miracle Maker), regia di Derek W. Hayes e Stanislav Sokolov (2000)

## Teatro
- L'anima buona di Sezuan, di Bertolt Brecht, regia di John Harrison. Birmingham Repertory Theatre di Birmingham (1963)
- La commedia degli errori, di William Shakespeare, regia di Clifford Williams. National Theatre di Washington, Shubert Theatre di Boston, New York State Theatre di New York (1964)
- Zio Vanja, di Anton Čechov, regia di Mike Nichols. Circle in the Square Theatre di Broadway (1973)
- Vecchi tempi, di Harold Pinter, regia di Lindy Davies. Wyndham's Theatre di Londra (1995)

## Riconoscimenti
| Premio Oscar | Premio Oscar                   | Premio Oscar                  | Premio Oscar    |
| Anno         | Titolo                         | Categoria                     | Risultato       |
| ------------ | ------------------------------ | ----------------------------- | --------------- |
| 1966         | Darling                        | Migliore attrice protagonista | Vincitore/trice |
| 1972         | I compari                      | Migliore attrice protagonista | Candidato/a     |
| 1998         | Afterglow                      | Migliore attrice protagonista | Candidato/a     |
| 2008         | Away from Her - Lontano da lei | Migliore attrice protagonista | Candidato/a     |

| Premio BAFTA | Premio BAFTA                            | Premio BAFTA                      | Premio BAFTA    |
| Anno         | Titolo                                  | Categoria                         | Risultato       |
| ------------ | --------------------------------------- | --------------------------------- | --------------- |
| 1963         | Billy il bugiardo                       | Migliore attrice britannica       | Candidato/a     |
| 1966         | Darling                                 | Migliore attrice britannica       | Vincitore/trice |
| 1967         | Fahrenheit 451 e l dottor Živago        | Migliore attrice britannica       | Candidato/a     |
| 1972         | Messaggero d'amore                      | Migliore attrice protagonista     | Candidato/a     |
| 1974         | A Venezia... un dicembre rosso shocking | Migliore attrice protagonista     | Candidato/a     |
| 2005         | Neverland - Un sogno per la vita        | Migliore attrice non protagonista | Candidato/a     |
| 2008         | Away from Her – Lontano da lei          | Migliore attrice protagonista     | Candidato/a     |

| Golden Globe | Golden Globe                   | Golden Globe                                    | Golden Globe    |
| Anno         | Titolo                         | Categoria                                       | Risultato       |
| ------------ | ------------------------------ | ----------------------------------------------- | --------------- |
| 1966         | Darling                        | Migliore attrice in un film drammatico          | Candidato/a     |
| 1976         | Shampoo                        | Migliore attrice in un film commedia o musicale | Candidato/a     |
| 2008         | Away from Her – Lontano da lei | Migliore attrice in un film drammatico          | Vincitore/trice |

- Candidatura Broadcast Film Critics Association Awards come miglior attrice non protagonista per Neverland – Un sogno per la vita (2004)

## Doppiatrici italiane
Nelle versioni in italiano dei suoi film, Julie Christie è stata doppiata da: 
- Maria Pia Di Meo ne Il dottor Živago, Fahrenheit 451, Via dalla pazza folla, I compari, Shampoo, Il paradiso può attendere, Prigioniero del passato, Afterglow, Away from Her - Lontano da lei
- Ada Maria Serra Zanetti in Messaggero d'amore, Miss Mary, Padri e figli, Cappuccetto rosso sangue
- Rita Savagnone in Billy il bugiardo, Il magnifico irlandese, Dragonheart
- Melina Martello in Hamlet, Neverland - Un sogno per la vita, La regola del silenzio - The Company You Keep
- Ludovica Modugno in Power - Potere, Harry Potter e il prigioniero di Azkaban
- Elettra Bisetti in Belfagor - Il fantasma del Louvre, Troy
- Valeria Valeri in Darling
- Cristina Grado in A Venezia... un dicembre rosso shocking
- Laura Gianoli in Generazione Proteus
- Alba Cardilli ne I quarantesimi ruggenti
- Fabrizia Castagnoli in Calore e polvere
- Lorenza Biella in Snapshots - Momenti magici
- Angiola Baggi ne La vita segreta delle parole

Da doppiatrice è sostituita da:
- Paila Pavese in The Miracle Maker

## Omaggi
A Julie Christie è ispirato il brano Love Like a Bomb degli Oasis, scritto da Liam Gallagher e contenuto nell'album Don't Believe the Truth, del 2005. Lo ha dichiarato lo stesso Liam Gallagher nell'intervista promozionale contenuta nell'edizione DVD del disco.